# Teatr Żydowski w Krakowie

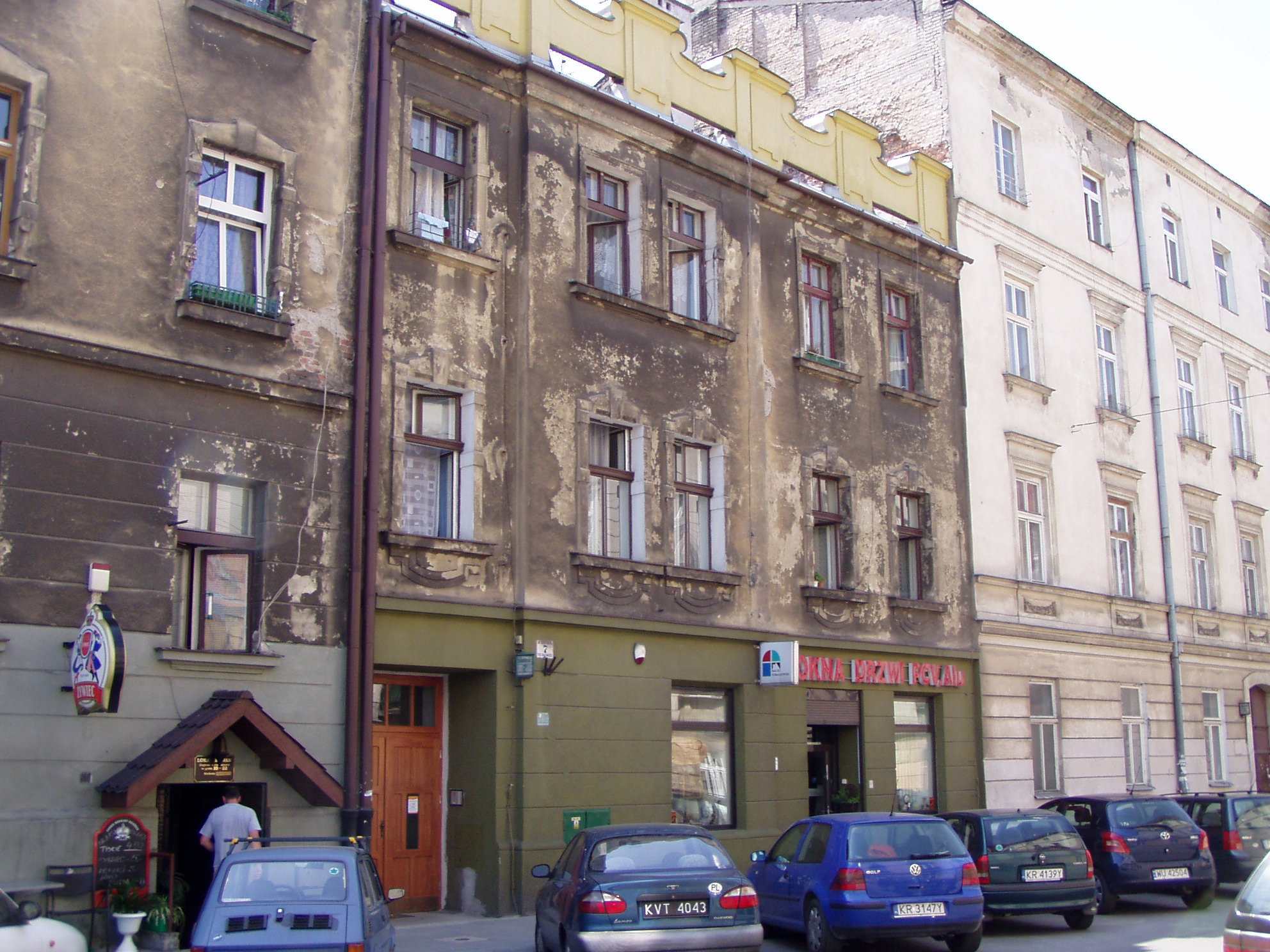

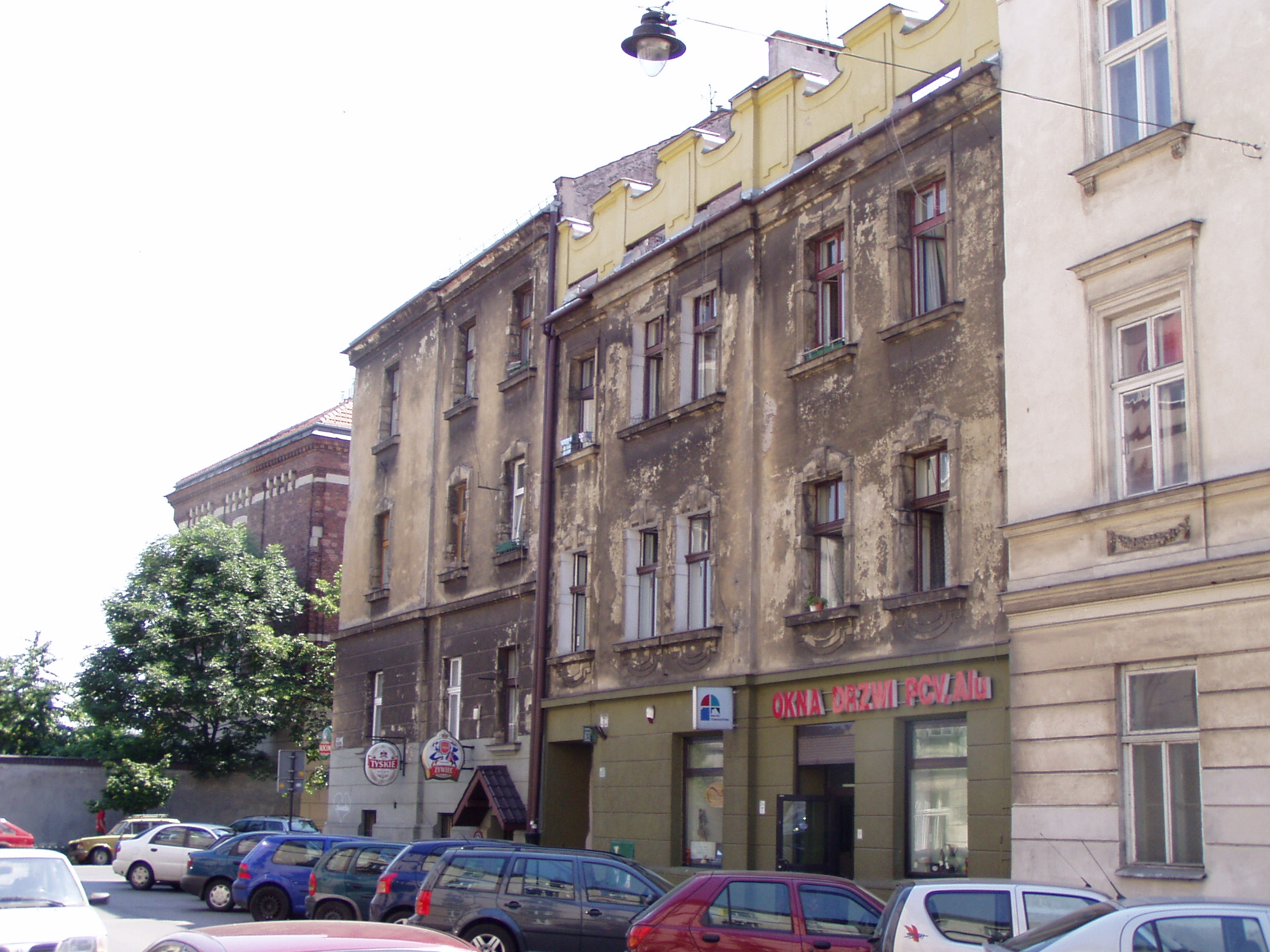

Teatr Żydowski w Krakowie – nieczynny obecnie teatr, znajdujący się w Krakowie, przy ulicy Bocheńskiej 7.
Teatr znajdował się w budynku zbudowanym w 1908 roku z inicjatywy Lieblinga. Oficjalne otwarcie teatru nastąpiło 13 października 1926 roku. Na deskach teatru wystąpiło wielu znakomitych aktorów żydowskich, m.in. Ida Kamińska, Zygmunt Turkow, Szymon Dżigan, czy Izrael Szumacher.
Teatr został zamknięty na początku II wojny światowej. Od 1945 roku w budynku działał, przez blisko 50 lat, specjalizujący się w wodewilu, komedii i operetce, Teatr Kolejarza.